# Patu digua
Patu digua este considerat cel mai mic păianjen din lume, masculii atingând o lungime a corpului de aproximativ 0,37 mm. Cu toate acestea, există și alte specii de păianjen de dimensiuni similare, însă au fost descrise doar femelele. Deoarece masculii sunt, de regulă, mai mici decât femelele, se poate presupune că aceștia ar putea fi mai mici decât masculul sunt chiar mai mici decât cele ale Patu digua. Aceasta este o specie endemică în Columbia.